# Herb Uszacza

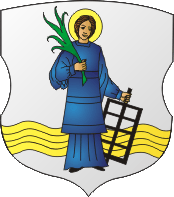
Herb Uszacza

Herb Uszacza − jeden z oficjalnych symboli Uszacza.
Herb przedstawia w polu białym przy złotej rzece św. Wawrzyńca.
Po raz pierwszy herb został wprowadzony 23 czerwca 1758 roku, a przez władze obecnej Białorusi został oficjalnie przyjęty 6 lipca 2002 roku.